# Concistori di papa Paolo III

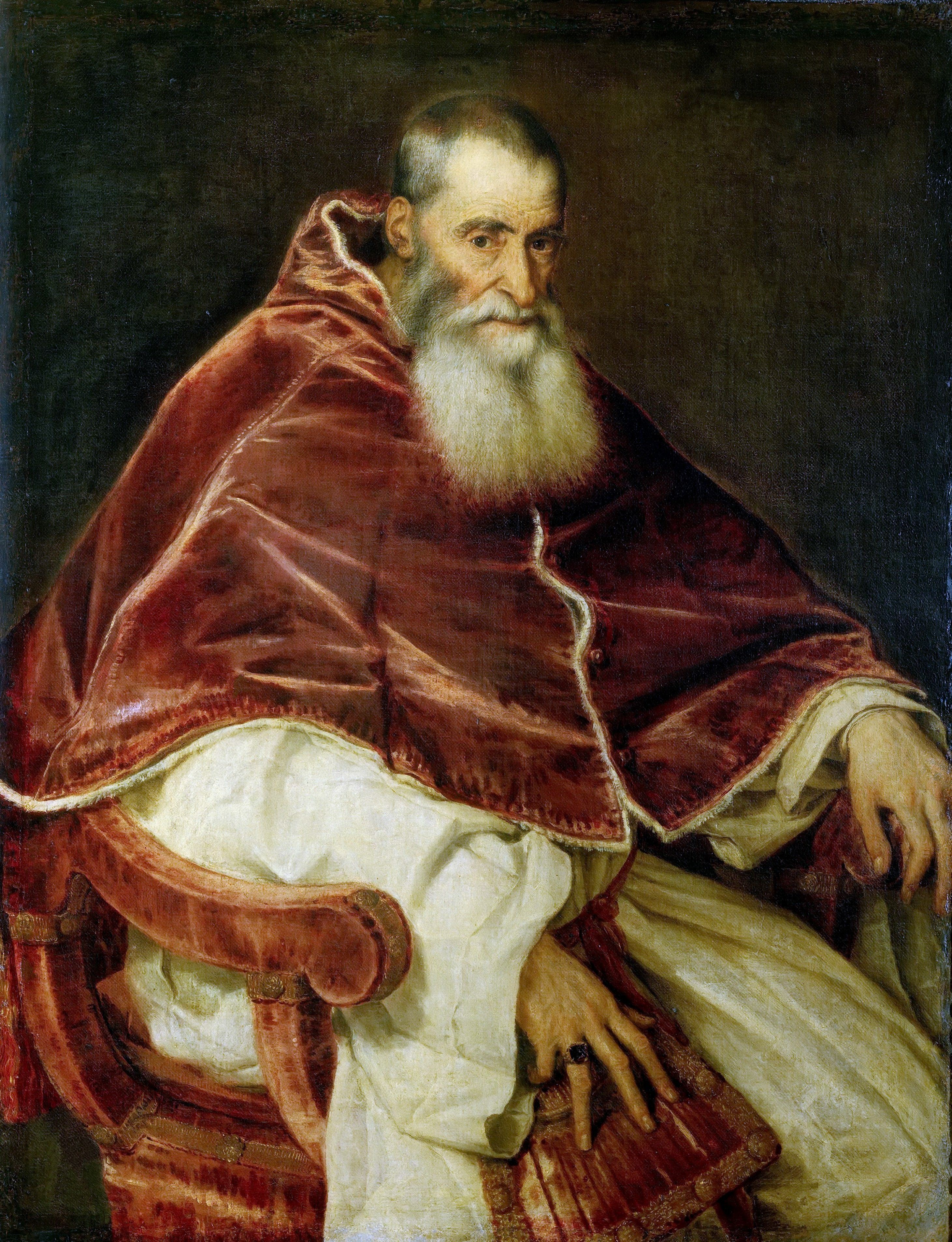
Papa Paolo III

Questa voce raccoglie l'elenco completo dei concistori per la creazione di nuovi cardinali presieduti da papa Paolo III, con l'indicazione di tutti i cardinali creati (71 nuovi cardinali in 12 concistori).
I nomi sono posti in ordine di creazione.

## 18 dicembre 1534 (I)
- Alessandro Farnese il Giovane, nipote di Sua Santità, vescovo eletto di Parma; creato cardinale diacono di Sant'Angelo in Pescheria (morto nel marzo 1589)
- Guido Ascanio Sforza di Santa Fiora, nipote di Sua Santità, vescovo eletto di Montefiascone; creato cardinale diacono dei Santi Vito e Modesto (morto nell'ottobre 1564)

## 21 maggio 1535 (II)
- Nikolaus von Schönberg, O.P., arcivescovo di Capua, nunzio apostolico; creato cardinale presbitero di San Sisto (morto nel settembre 1537)
- Girolamo Ghinucci, vescovo di Worcester, amministratore apostolico di Malta; creato cardinale presbitero di Santa Balbina (morto nel maggio 1535)
- Giacomo Simonetta, vescovo di Pesaro; creato cardinale presbitero di San Ciriaco alle Terme (morto nel novembre 1539)
- John Fisher, vescovo di Rochester; creato cardinale presbitero di San Vitale (giustiziato per alto tradimento nel giugno 1535 su ordine di Enrico VIII); santo e martire
- Jean du Bellay, vescovo di Parigi; creato cardinale presbitero di Santa Cecilia (morto nel febbraio 1560)
- Gasparo Contarini, nobile veneziano, ex ambasciatore della Repubblica di Venezia presso la Santa Sede; creato cardinale diacono di Santa Maria in Aquiro (morto nell'agosto 1542)
- Marino Ascanio Caracciolo, vescovo emerito di Catania; creato cardinale diacono di Santa Maria in Aquiro (diaconia conferita nel novembre 1535) (morto nel gennaio 1538)

Paolo III offrì il cardinalato ad Erasmo da Rotterdam (1466-1536), il celebre umanista, ma questi declinò a causa dell'età avanzata e della salute malferma.

## 22 dicembre 1536 (III)
- Gian Pietro Carafa, arcivescovo emerito di Chieti, cofondatore dei Chierici regolari teatini; creato cardinale presbitero di San Pancrazio fuori le mura; poi eletto papa con il nome di Paolo IV il 23 maggio 1555 (morto nell'agosto 1559)
- Giovanni Maria Ciocchi del Monte, arcivescovo di Manfredonia; creato cardinale presbitero di San Vitale; poi eletto papa con il nome di Giulio III il 7 febbraio 1550 (morto nel marzo 1555)
- Ennio Filonardi, vescovo di Veroli, prefetto di Castel Sant'Angelo; creato cardinale presbitero di Sant'Angelo in Pescheria (pro illa vice) (morto nel dicembre 1549)
- Jacopo Sadoleto, vescovo di Carpentras; creato cardinale presbitero di San Callisto (morto nell'ottobre 1547)
- Cristoforo Giacobazzi, vescovo di Cassano, datario apostolico, uditore della Sacra Rota Romana; creato cardinale presbitero di Sant'Anastasia (morto nell'ottobre 1540)
- Charles de Hémard de Denonville, vescovo di Mâcon, ambasciatore francese presso la Santa Sede; creato cardinale presbitero di San Matteo in Merulana (morto nell'agosto 1540)
- Rodolfo Pio, vescovo di Faenza; creato cardinale presbitero di Santa Pudenziana (morto nel maggio 1564)
- Reginald Pole, protonotario apostolico, parente di Enrico VIII, re d'Inghilterra; creato cardinale presbitero dei Santi Nereo e Achilleo (morto nel novembre 1558)
- Rodrigo Luis de Borja y de Castro-Pinós, discendente di papa Alessandro VI, chierico romano; creato cardinale diacono di San Nicola in Carcere (morto nell'agosto 1537)
- Girolamo Aleandro, arcivescovo di Brindisi e Oria; creato cardinale presbitero (riservato in pectore, pubblicato il 13 marzo 1538 col titolo di San Ciriaco alle Terme) (morto nel febbraio 1542)
- Niccolò Caetani di Sermoneta, pronipote di Sua Santità, protonotario apostolico; creato cardinale diacono (riservato in pectore, pubblicato il 13 marzo 1538 con la diaconia di San Nicola in Carcere) (morto nel maggio 1585)

## 18 ottobre 1538 (IV)
- Pedro Sarmiento, arcivescovo di Santiago di Compostela; creato cardinale presbitero dei Santi XII Apostoli (morto nell'ottobre 1541)

## 20 dicembre 1538 (V)
- Juan Álvarez de Toledo, O.P., vescovo di Burgos; creato cardinale presbitero di Santa Maria in Portico Octaviae (pro illa vice) (morto nel settembre 1557)
- Pedro Fernández Manrique, vescovo di Cordova; creato cardinale presbitero dei Santi Giovanni e Paolo (morto nell'ottobre 1540)
- Robert de Lénoncourt, vescovo di Châlons; creato cardinale presbitero di Sant'Anastasia (morto nel febbraio 1561)
- David Beaton, vescovo di Mirepoix, nunzio apostolico in Francia e Scozia; creato cardinale presbitero di Santo Stefano al Monte Celio (morto nel maggio 1546)
- Ippolito II d'Este, arcivescovo di Milano; creato cardinale diacono (riservato in pectore, pubblicato il 5 marzo 1539 con la diaconia di Santa Maria in Aquiro) (morto nel dicembre 1572)
- Pietro Bembo, O.S.Io.Hier., senatore veneziano; creato cardinale diacono (riservato in pectore, pubblicato il 19 marzo 1539 col titolo di San Ciriaco alle Terme) (morto nel gennaio 1547)

## 19 dicembre 1539 (VI)
- Federico Fregoso, arcivescovo emerito di Salerno, amministratore apostolico di Gubbio; creato cardinale presbitero dei Santi Giovanni e Paolo (morto nel novembre 1541)
- Pierre de la Baume, vescovo di Ginevra, coadiutore di Besançon; creato cardinale presbitero dei Santi Giovanni e Paolo dopo Federico Fregoso (morto nel maggio 1544)
- Antoine Sanguin de Meudon, vescovo di Orléans; creato cardinale presbitero di Santa Maria in Portico Octaviae (pro illa vice) (morto nel novembre 1559)
- Uberto Gambara, vescovo di Tortona; creato cardinale presbitero di San Silvestro in Capite (morto nel febbraio 1549)
- Pier Paolo Parisio, uditore della Camera Apostolica, vescovo di Nusco; creato cardinale presbitero di Santa Balbina (morto nel maggio 1545)
- Marcello Cervini, vescovo di Nicastro; creato cardinale presbitero di Santa Croce in Gerusalemme; eletto papa con il nome di Marcello II il 9 aprile 1555 (morto nel maggio dello stesso anno)
- Bartolomeo Guidiccioni, vescovo di Teramo; creato cardinale presbitero di San Cesareo in Palatio (morto nel novembre 1549)
- Ascanio Parisani, vescovo di Rimini; creato cardinale presbitero di Santa Pudenziana (morto nell'aprile 1549)
- Dionisio Laurerio, O.S.M., superiore generale del suo Ordine; creato cardinale presbitero di San Marcello (morto nel settembre 1542)
- Enrique de Borja y Aragón, discendente di papa Alessandro VI, vescovo eletto di Squillace; creato cardinale diacono dei Santi Nereo e Achilleo (morto nel settembre 1540)
- Giacomo Savelli, protonotario apostolico; creato cardinale diacono di Santa Lucia in Silice (morto nel dicembre 1587)
- Miguel da Silva, vescovo di Viseu; creato cardinale presbitero (riservato in pectore, pubblicato nel concistoro del 2 dicembre 1541 col titolo dei Santi XII Apostoli) (morto nel giugno 1556)

## 2 giugno 1542 (VII)
- Giovanni Girolamo Morone, vescovo di Modena; creato cardinale presbitero di San Vitale (morto nel dicembre 1580)
- Marcello Crescenzi, vescovo di Marsi; creato cardinale presbitero di San Marcello (morto nel maggio 1552)
- Giovanni Vincenzo Acquaviva d'Aragona, prefetto di Castel Sant'Angelo, vescovo di Melfi; creato cardinale presbitero dei Santi Silvestro e Martino ai Monti (morto nell'agosto 1546)
- Pomponio Cecci, vescovo di Sutri e Nepi; creato cardinale presbitero di San Ciriaco alle Terme (morto nell'agosto 1542)
- Roberto Pucci, vescovo di Pistoia; creato cardinale presbitero dei Santi Nereo e Achilleo (morto nel gennaio 1547)
- Tommaso Badia, O.P., maestro del Sacro Palazzo Apostolico; creato cardinale presbitero di San Silvestro in Capite (morto nel settembre 1547)
- Gregorio Cortese, O.S.B., consultore papale; creato cardinale presbitero di San Ciriaco alle Terme (morto nel settembre 1548)
- Cristoforo Madruzzo, principe-vescovo di Trento; cardinale presbitero (riservato in pectore, pubblicato nel concistoro del 7 gennaio 1545, col titolo di San Cesareo in Palatio) (morto nel luglio 1578)

## 19 dicembre 1544 (VIII)
- Gaspar de Ávalos de la Cueva, arcivescovo di Santiago di Compostela; creato cardinale presbitero (morto nel novembre 1545, prima di ricevere il titolo cardinalizio)
- Francisco Mendoza de Bobadilla, vescovo di Coria; creato cardinale presbitero di Santa Maria in Ara Coeli (morto nel dicembre 1566)
- Bartolomé de la Cueva y Toledo, canonico capitolare della Cattedrale di Toledo; creato cardinale presbitero di San Matteo in Merulana (morto nel giugno 1562)
- Georges d'Armagnac, vescovo di Rodez, ambasciatore francese presso la Santa Sede; creato cardinale presbitero dei Santi Giovanni e Paolo (morto nel luglio 1585)
- Jacques d'Annebaut, vescovo di Lisieux; creato cardinale presbitero di San Bartolomeo all'Isola (morto nel giugno 1557)
- Otto Truchsess von Waldburg, principe-vescovo di Augusta; creato cardinale presbitero di Santa Balbina (morto nell'aprile 1573)
- Andrea Corner, vescovo di Brescia; creato cardinale diacono di San Teodoro (morto nel gennaio 1551)
- Francesco Sfondrati, arcivescovo di Amalfi, padre di papa Gregorio XIV; creato cardinale presbitero dei Santi Nereo e Achilleo (morto nel luglio 1550)
- Federico Cesi, vescovo di Todi; creato cardinale presbitero di San Pancrazio fuori le mura (morto nel gennaio 1565)
- Durante Duranti, vescovo di Cassano; creato cardinale presbitero dei Santi XII Apostoli (morto nel dicembre 1557)
- Niccolò Ardinghelli, vescovo di Fossombrone; creato cardinale presbitero di Sant'Apollinare alle Terme (pro illa vice) (morto nell'agosto 1547)
- Girolamo Recanati Capodiferro, vescovo di Saint-Jean de Maurienne; creato cardinale diacono di San Giorgio in Velabro (morto nel dicembre 1559)
- Tiberio Crispo, vescovo di Sessa Aurunca, prefetto di Castel Sant'Angelo; creato cardinale diacono di Sant'Agata alla Suburra (morto nell'ottobre 1566)

## 16 dicembre 1545 (IX)
- Pedro Pacheco de Villena, vescovo di Jaén; creato cardinale presbitero di Santa Balbina (morto nel marzo 1560)
- Georges II d'Amboise, arcivescovo di Rouen; creato cardinale presbitero di Santa Susanna (morto nell'agosto 1550)
- Henrique de Portugal, arcivescovo di Évora; creato cardinale presbitero dei Santi Quattro Coronati; re di Portogallo, come Enrico I (dal gennaio 1578 alla morte, nel gennaio 1580)
- Ranuccio Farnese, O.S.Io.Hier., nipote di Sua Santità, amministratore diocesano di Napoli; creato cardinale diacono di Santa Lucia in Silice (morto nell'ottobre 1565)

## 27 luglio 1547 (X)
- Carlo di Lorena, arcivescovo di Reims; creato cardinale presbitero di Santa Cecilia (morto nel dicembre 1574)
- Giulio della Rovere, chierico d'Urbino; creato cardinale diacono (riservato in pectore, pubblicato nel concistoro del 9 gennaio 1548 con la diaconia di San Pietro in Vincoli) (morto nel settembre 1578)

## 9 gennaio 1548 (XI)
- Carlo di Borbone-Vendôme, vescovo di Saintes e di Nevers; creato cardinale diacono di San Sisto (pro illa vice) (morto nel maggio 1590)

## 8 aprile 1549 (XII)
- Girolamo Verallo, arcivescovo di Rossano; creato cardinale presbitero dei Santi Silvestro e Martino ai Monti (morto nell'ottobre 1555)
- Giovanni Angelo de' Medici, vice-legato pontificio a Perugia, arcivescovo di Ragusa di Dalmazia; creato cardinale presbitero di Santa Pudenziana; poi eletto papa con il nome di Pio IV il 25 dicembre 1559 (morto nel dicembre 1565)
- Filiberto Ferrero, vescovo di Ivrea; creato cardinale presbitero di San Vitale (morto nell'agosto 1549)
- Bernardino Maffei, vescovo di Massa Marittima; creato cardinale presbitero di San Ciriaco alle Terme (morto nel luglio 1553)

## Fonti
- (EN) Current and historical information about the Bishops and Dioceses of the Catholic Hierarchy around the world, su catholic-hierarchy.org.
- (EN) Salvador Miranda, Paul III, su fiu.edu – The Cardinals of the Holy Roman Church, Florida International University. URL consultato il 31 luglio 2015.